# الآخر (فلسفة)
في مجال الظاهراتية يشير مصطلح الآخَر (وربما استُعمل مصطلح الآخَر التأسيسي، أو مصطلح الغير والغيرية أيضًا) إلى الإنسان الآخر من حيث كونه غير الذات (Self)، بوصفه عاملًا تأسيسيًّا مشكِّلًا للصورة الذاتية للشخص، أي بوصفه إقرارًا من المرء بواقعيته، وهو من ثَم شيء آخر غير الذات الفردية (Self) والجماعية (Us) والمماثِلة (Same). الآخر التأسيسي هو العلاقة بين شخصية الإنسان (طبيعته الجوهرية الأساسية) وشخصه (جسده)؛ هو علاقة الخصائص الجوهرية والظاهرية للهوية الشخصية، العلاقة التي توازيها علاقة الخصائص المتقابلة للذات -المتقابلة، لكن في ارتباط-، لأن الاختلاف اختلاف داخلي، داخل الذات.
صفة الآخَرِيَّة (خصائص الآخر) هي حالة مغايَرة الهوية الاجتماعية للشخص وهوية ذاته. في الخطاب الفلسفي يشير مصطلح الآخرية إلى خصائص من؟ وماذا؟ الخاصة بالآخر، المغايِرة المنفصلة عن الترتيب الرمزي للأشياء، وعن الحقيقي (الأصيل اللامتغير)، وعن الجماليات (الفن والجمال والذوق)، وعن الفلسفة السياسية، وعن الهوية والأعراف الاجتماعية، وعن الذات. من ثَم فإن حالة الشخص الآخرية هي عدم امتثاله للأعراف الاجتماعية لمجتمعه، والآخرية هي حالة الحرمان من الحقوق (الاستبعاد السياسي)، سواء كان من جانب الدولة، أو جانب المؤسسات المجتمعية (المِهَنية مثلًا) المدعومة من السلطة السياسية الاجتماعية المماثِلة. ومن ثَم فإن فرْض الآخرية يقصي الشخص الموصوف بأنه «الآخر» من قلب المجتمع ويهمشه لمجرد كونه الآخر.
يشير مصطلح المؤاخرة (Othering) إلى التصنيف الاختزالي لشخص وحسبانه مواطنًا ثانويًّا، وشخصًا من فئة «الآخر» التابعة اجتماعيًّا. والمؤاخرة هي استبعاد مَن لا يسايرون الأعراف الاجتماعية للجماعة، التي هي من صور الذات. والمؤاخرة في الجغرافيا الإنسانية: تهميش أشخاص لمجرد كونهم «آخرين» وإقصاؤهم عن قلب المجتمع الذي لا يسايرون أعرافه.

## خلفية

### الفلسفة

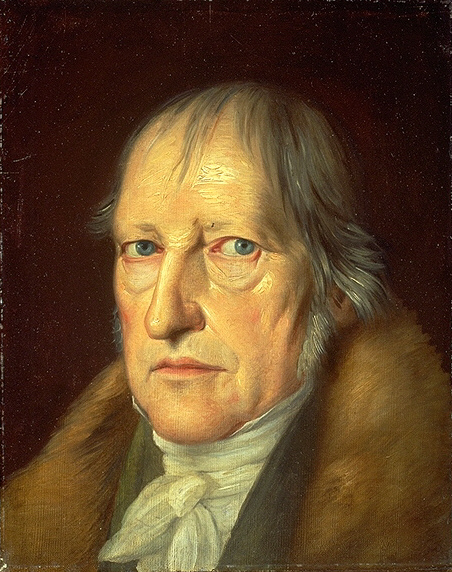
طرح جورج فيلهلم فريدريش هيغل (1770–1831) مفهوم الآخر بوصفه جزءًا تأسيسيًّا للوعي الذاتي.

يتطلب مفهوم الذات وجود الآخر، بوصفه كينونة مضادة مطلوبة لتحديد الذات. في أواخر القرن التاسع عشر طرح جورج فيلهلم فريدريش هيغل (1770–1831) مفهوم الآخر بوصفه جزءًا تأسيسيًّا للوعي الذاتي (التفكير في الذات والانشغال بها)، يكمل افتراضات الإدراك الذاتي (القدرة على الاستبطان) التي طرحها يوهان غوتليب فيشته (1762–1814). انظر: ظواهرية الروح (1807).
طبق إدموند هوسرل (1859–1938) مفهوم الآخر بوصفه أساس توافق الذوات (العلاقات النفسية بين الناس). في كتابه تأملات ديكارتية: مقدمة للظاهراتية (1931) قال هوسرل إن الآخر يتشكل بوصفه أنا بديلة أو ذاتًا أخرى. طُرح «الآخر» على هذا النحو فكان مشكلة إبستمولوجية، مشكلة كونه مجرد تصوُّر للوعي الذاتي.
في الوجود والعدم: مقالة عن الظاهِراتية الأنطولوجية (1943) طبق جان بول سارتر (1905–1980) جدلية توافُق الذوات لوصف كيف أن العالم يتغير بظهور الآخر، وكيف أنه يبدو موجَّهًا نحو شخص الآخر، لا الذات. يبدو الآخر ظاهرة نفسية على مدار حياة الشخص، لا تهديدًا راديكاليًّا لوجود الذات. وعلى هذا طبقت سيمون دي بوفوار (1908–1986) في كتاب الجنس الآخر (1949) مفهوم الآخرية على جدلية السيد والعبد الخاصة بهيغل (Herrschaft und Knechtschaft, 1807)، ووجدتها شبيهة بجدلية علاقة الرجل والمرأة، فرأته من ثم تفسيرًا حقيقيًّا لتعامل المجتمع مع المرأة -أو إساءة معاملتها-.

### علم النفس
أسس المحلل النفسي جاك لاكان (1901–1981) وفيلسوف الأخلاق إيمانويل ليفيناس (1906–1995) التعريفات والاستعمالات والتطبيقات المعاصرة للآخر التأسيسي، بوصفه نظيرًا راديكاليًّا للذات. ربط لاكان «الآخر» باللغة والترتيب الرمزي للأشياء. وربطه ليفيناس بالماورائيات الأخلاقية للكتاب المقدس والتقاليد؛ والافتراض الأخلاقي أن الآخر أعلى من الذات ومقدم عليها.